# Barry Mills
Pour les articles homonymes, voir Mills.
Barry Mills, né le 7 juillet 1948 à Windsor en Californie et mort le 8 juillet 2018 à Florence dans le Colorado, est l'un des principaux chefs de l'Aryan Brotherhood (« Fraternité aryenne »), gang de détenus blancs des prisons américaines fondé en 1964 à la prison de San-Quentin en Californie pour répondre aux gangs de détenus noirs et latinos.

## Biographie
Barry Mills est incarcéré pour la première fois en 1967 pour vol de voiture. Libéré en 1969 après un an et demi d'emprisonnement, il est de nouveau arrêté en 1970 pour vol à main armée. Libéré en 1977 de la prison de San-Quentin après sept ans de détention, il est arrêté peu de temps après pour avoir organisé le braquage d'une banque à Fresno (Californie) : il est condamné à vingt ans de prison en 1978.
En 1979, alors qu'il purge sa peine au pénitencier d'Atlanta en Géorgie (USP Atlanta (en)), Barry Mills tue un détenu, John Sherman Marzloff. Pour ce meurtre, il est condamné à la prison à vie.
En 1980, il devient l'un des trois membres de la « Commission fédérale » de la Fraternité aryenne, chargée de contrôler les activités illicites du gang.
Au cours des années 1980 et 1990, Barry Mills aurait commandité de nombreux assassinats en prison.
En 2006, lui et son complice Tyler Bingham (en) sont condamnés à la prison à vie pour meurtres, conspiration, racket et trafic de drogues. Il est incarcéré à la prison de sécurité maximale de l'ADX Florence (Colorado), où il meurt le 8 juillet 2018.

### Vidéographie
- (en) 2013 : « The Baron of Brotherhood : Barry Mills », Gangsters: America's Most Evil (en), saison 2, épisode 8.